# Château d'Alos (Tarn)
Pour les articles homonymes, voir Château d'Alos.
Le château d'Alos est un château-fort situé à Alos, dans le Tarn (France).
Construit au XVe siècle, il est remanié aux siècles suivants et a appartenu successivement à de nombreuses familles nobles de la région.

## Historique

### Origine
Dès le XIIIe siècle, le petit village d'Alos, possédant alors le rang de seigneurie, appartient à la famille de Penne, seigneurs du célèbre château. Le fief passe ensuite dans la famille de Rabastens, vicomtes de Paulin, à partir du milieu du XIVe siècle.

### Le château
Le château d'Alos en lui-même n'aurait été construit qu'au début du XVe siècle, sûrement par la famille d'Aymeric, détentrice de la seigneurie d'Alos à ce moment de l'histoire, avec notamment le seigneur Béringuier d'Aymeric et son père Pierre III en 1450.
Sans doute par alliance, village et forteresse sont hérités en 1524 par Antoine de Tonnac, issue d'une branche cadette de la famille de Tonnac, et déjà seigneur de La Cailhavié puis d'Itzac. Pierre de Tonnac lui succède et, huguenot, il participe aux guerres de Religion qui agitent la région. Il représente aussi le puissant vicomte protestant de Paulin, Bertrand de Rabastens, lors de diverses assemblées diocésaines (par exemple en 1584 et 1598). L'édifice est largement remanié entre les XVIe et XVIIe siècles, afin d'y rendre la vie plus confortable. La structure générale en est tout de même conservée.
Au cours du XVIIe siècle, la famille de Beyne ou Bayne obtient la propriété, après un mariage en 1658. Néanmoins, la famille de Tonnac acquiert de nouveau le château, quelques années après, avant qu'il ne soit de nouveau propriété des Beyne, qui le reçoivent en héritage au début du XVIIIe siècle. Ils y demeurent jusqu'au XIXe siècle, au moins jusqu'à 1865, malgré l'émigration du seigneur à la Révolution française.L'écrivaine Eugénie de Guérin y demeure parfois, en tant qu'amie intime de Louise de Bayne.
En 1867, la bâtisse appartient à la commune, puis elle passe aux mains de la famille de Ligondès, dont le marquis sauve le château de la ruine. Il a depuis changer bien des fois de propriétaire.

## Architecture
Le château d'Alos est un bel exemple régional d'une grande maison-forte du XVe siècle. La bâtisse rectangulaire présente un bel appareil de pierre blanche, et possède deux massives tours, une carré à l'ouest, et une circulaire à l'est, contenant un escalier à vis. Ces deux tours ont été partiellement arasées. Les façades, de par la présence de mâchicoulis, imposent un air martial au bâtiment. Ces mâchicoulis supportent un colombage présentant des lucarnes et des meurtrières. L'intérieur du château conserve certaines ornementations d'origine, tels que les cheminées ou les plafonds.
Le château est entouré d'un domaine de 2 hectares.

## Seigneurs d'Alos
- Famille de Penne
- Famille de Rabastens
- Famille d'Aymeric : Voir ci-dessous
- Famille de Tonnac
- Famille de Pujol
- Famille de Beyne
- Famille de Ligondès

### Famille d'Aymeric
La famille d'Aymeric est une famille noble française, originaire du Languedoc, et plus précisément de l'Albigeois. L'histoire de la famille est assez confuse, mais l'est encore plus sa généalogie. En effet, au XVe siècle, siècle d'apparition de cette famille dans les textes, on trouve deux branches qui coexistent dans la même région, sans lien direct apparent.
Il semble que les deux branches se soient successivement éteintes au XVIe siècle. Néanmoins, on trouve trace d'une autre famille d'Aymeric au tournant des XVIIe et XVIIIe siècles, avec un certain Jean d'Aymeric. Celui-ci est le père de Suzanne d'Aymeric (1717 - 1755), qui se mariera avec Jean-Antoine Marcailhou, issu d'une famille d'Ax-les-Thermes. À la suite de cela, la famille Marcailhou deviendra "Marcailhou d'Aymeric", dont est issu le célèbre musicien Gatien de Marcailhou d'Aymeric.

#### Branche 1
Cette première branche apparait au début du XVe siècle, mais malgré une particule et des alliances maritales avec des familles nobles de grand renom, aucun titre de noblesse ne confirme réellement d'origines nobles. L'histoire n'a pas conservé le nom de tel ou tel domaine ou seigneurie qu'aurait pu posséder la branche.
- Pierre d'Aymeric, marié en 1426 à Hélis de Monestiès ;
- Jacques d'Aymeric, marié en 1441 à Jeanne de Rabastens ;
- Jean d'Aymeric, marié en 1480 à Jacquette de Galand ;
- Jean II d'Aymeric, marié en 1516 à Marguerite de Guilhem.

De cette dernière union ne naissent que des filles, et la famille d'Aymeric s'éteint dans celle d'Albert, lors du mariage d'Olivier d'Albert à la fille de Jean II d'Aymeric, en 1543.

#### Branche 2
On trouve à l'origine de cette branche un certain Pierre III d'Aymeric, seigneur d'Alos au début du XVe siècle. Si le nombre III atteste la présence d'aïeux portant le même prénom que lui, aucune trace d'eux n'apparait dans l'histoire. Cette branche, contrairement à la précédente, est dotée de terres et de titres de noblesse, ce qui confirme une origine noble. C'est sûrement Pierre III ou son fils Béringuier qui construisent le présent château d'Alos.
- Pierre III d'Aymeric, seigneur d'Alos ;
- Béringuier d'Aymeric, seigneur de Marsaigue, d'Alban, et d'Alos (attesté en 1450). Marié en 1464 à Saura d'Escot ;
- Pierre IV d'Aymeric, seigneur d'Alban et d'Alos ;
- Jean d'Aymeric (? - après 1503), seigneur d'Alos.

Il semble que cette branche de la famille s'éteignent après la mort de Jean d'Aymeric, qui n'aurait pas eu d'héritier. Néanmoins, il semble que la seigneurie et le château d'Alos soient passés par alliance dans la famille de Tonnac, en 1524, et l'on peut dès lors penser que Jean d'Aymeric n'ait eu d'autres enfants qu'une ou plusieurs filles, qui ont transmises en dot la seigneurie lors d'un mariage.